# Estanislao Rico Ariza
Estanislao Rico Ariza, también conocido por su seudónimo Francisco de Paula Calderón (Barcelona, 13 de noviembre de 1895-Moncada y Reixach, 26 de noviembre de 1936) fue un periodista, escritor y sindicalista español, militante carlista y de los Sindicatos Libres, de los que fue cofundador.

## Biografía

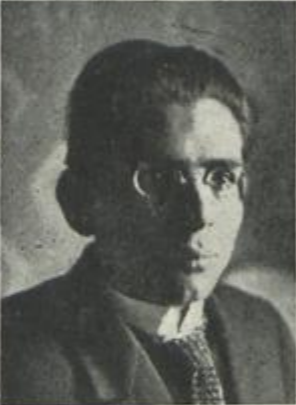
Estanislao Rico Ariza en La Hormiga de Oro (1918)

Era hijo de Enrique Rico Calderón, zapatero de Elda, y de Carmela Ariza Giner, natural de Valencia. Su familia se había trasladado desde Elda a Barcelona pocos años antes de que él naciese.
Fue redactor de La Trinchera (1912-1919), hoja volandera de lucha de los requetés catalanes, y colaborador del semanario católico ilustrado Revista popular. A finales de la década de 1910 y principios de la de 1920 actuó de propagandista de la Juventud Tradicionalista de Barcelona y fue secretario de su Junta.
En 1919 fue, junto con los jaimistas Salvador Anglada y Ramón Sales, uno de los fundadores de los Sindicatos Libres, que tuvieron su primera sede en el Círculo Central Tradicionalista de Barcelona, situado en la calle Puertaferrissa. Rico Ariza fue miembro del Sindicato Libre Mercantil y el primer director del semanario Unión Obrera (1921-1931), órgano de los Sindicatos Libres, con el seudónimo de Francisco de P. Calderón.
En referencia al comentado pistolerismo de los Libres a raíz del asesinato de Salvador Seguí, en 1921 Rico Ariza publicó una réplica a las acusaciones de Alejandro Lerroux contra el sindicato, afirmando que «nuestro único anhelo es el trabajo protegido por la Libertad y la Justicia» y que «nuestro terrorismo (si hay terrorismo en nuestra actuación) es un terrorismo de defensa propia».
En 1923 dirigió también el semanario tradicionalista La Protesta (1923-1926), de gran popularidad, en el cual según la Enciclopedia Espasa Rico Ariza tuvo un influjo destacado en el éxito del golpe de Estado de Primo de Rivera, predisponiendo favorablemente al mismo a la sociedad barcelonesa, que en aquella época sufría la violencia de la lucha de clases. En este periódico empleó el seudónimo El Capitán Justicia y padeció amenazas constantes.
Con el seudónimo de Francisco de P. Calderón, en 1924 escribió, junto con Isaac Romero, la novela Memorias de un terrorista, en la que mezclando realidad y ficción comentaba las vivencias del terrorista anarquista Santiago Amé, justificando la actuación del Sindicato Libre.
Durante la Dictadura de Primo de Rivera Rico Ariza defendió que los obreros tuvieran un papel fundamental como factores de la vida nacional con perspectiva global, destacando el avance del productivismo corporativo y estatalista a partir de 1926-1927 en los planteamientos del Libre, por encima del exclusivismo obrerista de épocas anteriores. Fue presidente de la Asociación de Obreros y Empleados del Ayuntamiento de Barcelona por las Corporaciones municipales sindicadas. En 1927 participó en Madrid en un gran mitin de propaganda durante el III Congreso de la Confederación de Sindicatos Libres. En enero de 1930 cesó en la dirección de Unión Obrera y al parecer fue expulsado de los Sindicatos Libres. En mayo del mismo año reactivó brevemente el periódico La Protesta.
Apartado de la dirección del carlismo durante la Dictadura, poco antes de proclamarse la Segunda República regresó a la disciplina de la Comunión Tradicionalista y fundó el semanario tradicionalista Reacción (1931-1933). Durante este tiempo también fue redactor del veterano diario carlista El Correo Catalán, que organizaba campañas contra la violencia social. Después de unos hechos ocurridos el primero de mayo de 1932, fue detenido en Barcelona.
Con motivo de un mitin organizado por la Comunión Tradicionalista para el día 8 de mayo de 1932 en el teatro Bosque de Barcelona, en el distrito de Gracia, Rico Ariza destacó como uno de los oradores más relevantes de la Comunión Tradicionalista de Cataluña con otros como Tomás Caylá, Juan Travesís, Manuel Puigrefagut, José Prat Piera, Juan Soler y Janer y el sacerdote Enrique Gábana. Acusado de haber participado en los preparativos de un supuesto complot monárquico para atentar contra el presidente del gobierno Manuel Azaña, Rico Ariza fue nuevamente detenido el 10 de julio, pero fue puesto en libertad el día 15, ya que no le fue probado ningún cargo. En su declaración negó haber participado en el complot y afirmó que en las columnas de El Correo Catalán combatía a su enemigo, que era el Estatuto.
Fue colaborador de la biblioteca Las Sectas, dirigida por Juan Tusquets, donde escribió contra los libertarios, los comunistas y las escuelas laicas (volúmenes 1, 3 y 10). Estallada la Guerra Civil, el 24 de noviembre de 1936 Rico Ariza fue detenido y llevado a la checa de San Elías. Sería asesinado dos días después en el cementerio de Moncada. Durante el franquismo y hasta el año 1979 la actual calle Pere Sala, del barrio barcelonés de Can Baró, llevó su nombre.

## Obras
- Memorias de un terrorista: Novela episódica de la tragedia barcelonesa (La Protesta, Barcelona 1924)
- El novelista que se vendió a sí mismo, o Plumas con taxis (Librería Barcelonesa, Barcelona 1925)
- Cabezas de Mujer (Librería Barcelonina, Barcelona 1925)
- La verdad sobre el terrorismo: Datos, fechas, números, estadísticas (Reacción, Barcelona 1932)